# Pisivky
Pisivky (Psocoptera) jsou řád drobného, okřídleného nebo bezkřídlého hmyzu. Samotné pisivky zahrnují v 35 čeledích asi 3000 druhů, avšak podle aktuálních názorů na fylogenezi hmyzu jsou vnitřními skupinami pisivek vši (Anoplura), luptouši (Amblycera), péřovky (Ischnocera) a všiváci (Rhynchophthirina), kteří dohromady čítají zhruba dalších 3000 druhů.
Tento článek pojednává o pisivkách v tradičním parafyletickém pojetí, pro více informací o vnitřních parazitických skupinách vizte článek Phthiraptera, který pojednává o polyfyletické skupině sdružující výše uvedené čtyři taxony odvozených pisivek, či jednotlivé články Vši, Luptouši, Péřovky a Všiváci (skupina hymzu), případně článek Všenky, který pojednává o polyfyletické skupině sdružující luptouše, péřovky a všiváky.

## Popis
Kousací ústní orgány jsou speciálně upraveny k úplnému rozmělnění potravy, protože jim chybí předžaludek. Část spodního pysku je přeměněna ve snovací aparát. Ústní ústrojí kousací s mohutnými kusadly krytými velkým horním pyskem.
Jsou drobní, málo sklerotizovaní. Dva páry průhledných křídel u makropterních druhů vždy delší než zadeček, v klidu jsou křídla složena střechovitě nad tělem. Časté druhy brachypterní, mikropterní i apterní.
Zbarvení žlutavé či hnědavé, drobné a měkké tělo, velká a pohyblivá hlava, nitkovitá tykadla, nesouměrná kusadla, čelisti s dlátovitou vnitřní sanicí, blanitá křídla s redukovanou žilnatinou (často jsou zakrnělá nebo chybějí).
Jsou vesměs býložravé. Živí se hlavně řasami, lišejníky, plísněmi, humusem, pylem, příležitostně i ústrojnými zbytky. Žijí jednotlivě nebo ve skupinách, často i se svými larvami.

## Stanoviště
Najdeme je na rozmanitém podkladu: na stromech a křovinách, v hrabance, na skalách, v hnízdech ptáků a savců, několik druhů při přemnožení může škodit na potravinách, starém nábytku, knihách, v herbářích a zoologických sbírkách. Častá je vazba na řasy, houby, plísně. Přezimují v různých stadiích, hlavně jako vajíčka nebo larvy.

## Rozmnožování
Proměna je nedokonalá. Páření často předchází přípravná fáze, bezkřídlé samice některých druhů lákají samce klepavými zvuky – tlučením zadečku o podklad. Některé druhy přikrývají snůšku tvrdnoucím sekretem smíšeným s detritem, jiné nad ní tkají síťku. Dospělcům podobné larvy prokusují vaječný obal vaječným zubem. Celkem 5–6krát se svlékají a většina druhů má do roka jednu generaci.

## Druhy
Pisivka knižní (Liposcelis divinatorius)
Délka těla je asi 1 mm. Rozšíření je kosmopolitní. Je známým synantropním druhem, který se za příznivých podmínek dokáže masově přemnožit.
Původní názor na ni byl, že je škodlivá, což se ale ukázalo jako neopodstatněný omyl. Tento druh se totiž živí hlavně plísněmi, které ve vlhku a teplu bují na knihařském klihu a samy poškozují vazbu. Pisivka knižní je tedy spíš pomocníkem než škůdcem. Podrobné studie ukázaly, že pod tímto druhem se ve skutečnosti skrývá okolo 20 vzájemně si velice podobných (i pro odborníky obtížně rozpoznatelných) druhů.
Pisivka bledá (Trogium pulsatorium)
Tato asi 2 mm velká bezkřídlá pisivka se vyskytuje v bytech, stodolách, sklepích, včelínech apod. Živí se ústrojnými látkami a při přemnožení způsobuje škody hlavně v hmyzích sbírkách a herbářích. Samice při lákání samců vydávají klepáním zadečku o podklad klepavé zvuky.
Pisivka skleníková (Ectopsocus briggsi)
Je zástupcem okřídlených druhů, který se kromě skleníků vyskytuje i ve volné přírodě na různých dřevinách. Vyskytuje se i v Česku.